# Esomus metallicus
Esomus metallicus är en fiskart som beskrevs av Ahl 1923. Esomus metallicus ingår i släktet Esomus och familjen karpfiskar. IUCN kategoriserar arten globalt som livskraftig. Inga underarter finns listade i Catalogue of Life.